# Турецька лазня в Євпаторії
Турецька лазня або хамам — середньовічна пам'ятка архітектури початку XVI століття, яка знаходиться у місті Євпаторія. Використовувалась за призначенням до 1987 року. 

## Відомості
Турецька лазня побудована на початку XVI століття рабами-слов'янами, які були захоплені ясиром в часи Османської імперії під час набігів на українські, білоруські, польські землі. У той час на території сучасної Євпаторії знаходився один із найбільших невільничих ринків усієї Європи.
Планування лазні є типовим для всіх турецьких лазень того часу. Усередині багатокупольна будівля має: роздягальню, передбанник та саму лазню. Освітлення лазні надають круглі вікна, які є прорізаними в куполах. Усередині підлога та стіни були оздоблені унікальним мармуром який на початку 1990-тих років був вкрадений злочинцями. Щоб ходити до лазні надягали спеціальні дерев'яні капці. Уздовж стін встановлені мармурові лави та ванни. Під підлогою були встановлені колодязі, по яким створювався ефект гарячого повітря, тим самим лазня обігрівалась. До певного часу всередині знаходився фонтан, доки він не був розграбований. Лазню використовували не тільки за призначенням. Лазня слугувала місцем для обміну думок, справ, новин та слугувала певним форумом.роздягальню 
Лазня використовувалась не тільки мешканцями або заможними людьми, є відомості, що даний хамам слугував місцем надання захопленим невільникам «товарного виду» для подальшого продажу шляхом змиття багнюки невільних. Архітектурно турецька лазня Євпаторії схожа до лазні Сулеймана в Кефе.
Не дивлячись на внесення до державного реєстру пам'яток архітектури у 1963 році, у Радянському Союзі середньовічну лазня слугувала для миття до кінця 1980-х років. У 1987 році мешканці Євпаторії могли помитися за 20 копійок радянських рублів. Лазня такого типу одна із небагатьох у Східній Європі. Активні роботи з ремонту та реставрації розпочато у 2012 році. Наразі відбувається ремонт та реставрація внутрішніх приміщень. Станом на 2015 р. лазнею відбуваються краєзнавчі екскурсії.

## Цікаві факти
- Раніше вхід в жіночу половину лазні прикрашала дерев'яна скульптура, яка тепер знаходиться у краєзнавчому музеї Євпаторії. Її було додано до колекції музею на початку 1990-х років [7].
- Слідство щодо розкрадання  унікального мармуру злочинцями не було заведено.